# 赵智凤
赵智凤（1159——1249），一名智宗，南宋昌州（今重庆大足）人，南宋宝顶石刻创凿者。

## 生平
幼年为僧，云游返乡后，在大足宝鼎创凿密宗道场，气势雄浑、蔚为壮观，成为中国石刻艺术史上的一座丰碑，并为中国传统的儒、释、道三教合一融会贯通、综合表现之集大成者。现宝鼎石刻作为大足石刻的精华，一并被评为世界文化遗产。